# Dagi Arslanaliev
Saygid Guseyn Arslanaliev (Buinaksk, República de Daguestan, Rusia; 23 de octubre de 1994), más conocido como Dagi Arslanaliev, es un artista marcial mixto ruso que actualmente compite en la categoría de peso ligero de ONE Championship, donde está en la posición #2 del ranking de peso ligero de ONE.

## Primeros años
Saygid nació el 23 de octubre de 1994. Cuando era niño sus padres se separaron y, a la edad de 5 años, comenzó a vivir en un internado para atletas de deportes de combate. Allí, comenzó a entrenar el Wushu. Cuando tenía 14 años, se mudó a Estambul, Turquía con su madre y comenzó a entrenar en Corvos MMA, donde se introdujo en el jiu-jitsu brasileño bajo la tutela de un cinturón negro. Ganó el título de Campeón Open de BJJ de Arzerbayán. En wushu, es un ex-campeón nacional de Rusia y Armenia, así como un tres veces campeón de Azerbaiyán y Daguestán.

## Carrera de artes marciales mixtas

### Carrera temprana
Dagi comenzó su carrera de artes marciales el 2014 en el evento European MMA League 1, enfrentando a Gjore Stojanov. Ganó su debut profesional por TKO por en sólo 50 segundos. Arslanaliev firmó con ONE Championship luego de esta victoria.

### ONE Championship
Arslanaliev debutó en la promoción en ONE Championship: Clash of Heroes contra Mishal Alfad. Ganó la pelea por TKO en sólo 32 segundos del primer asalto.
Arslanaliev enfrentó a Jia Men Wa en ONE Championship: Ascent of Power. Ganó la pelea por TKO en menos de dos minutos del primer asalto.
Arslanaliev enfrentó a Jietebusibai Haolan en ONE Championship: Titles and Titans. Ganó la pelea por sumisión (guillotina) en sólo 26 segundos.
La cuarta pelea de Arslanaliev en ONE sería contra Georgi Stoyanov en ONE Championship: Quest for Power. Perdió la pelea por descalifiación por patear la cabeza de Stoyanov mientras estaba derribado (acción que es ilegal bajo el reglamento de ONE Championship), marcando la primera derrota de Arslanaliev en su carrera profesional.
Arslanaliev volvió a la columna de victorias en ONE Championship: Iron Will contra Tetsuya Yamada. Ganó la pelea por sumisión (armbar) en el tercer asalto, siendo la pelea más larga de la carrera de Arslanaliev hasta ese momento.
Arslanaliev enfrentó a Timofey Nastyukhin en ONE Championship: Conquest of Heroes. Ganó la pelea por TKO en el primer asalto.

#### Grand Prix de Peso Ligero de ONE
Arslanaliev participó en el Grand Prix de Peso Ligero de ONE enfrentando a Ev Ting en ONE Championship: Call to Greatness. Ganó la pelea por KO en sólo 25 segundos, avanzado a las semifinales del Grand Prix.
Se esperaba que Arslanaliev enfrentara a Ariel Sexton en las semifinales del Grand Prix de Peso Ligero de ONE en ONE Championship: Enter the Dragon. Sin embargo, Sexton sufrió una lesión y fue reemplazado por Amir Khan. Arslanaliev ganó la pelea por KO en menos de 3 minutos, avanzando a final del Grand Prix.
Se esperaba que Arslanaliev enfrentara al ex-campeón de Bellator y UFC Eddie Alvarez en la final de Grand Prix de Peso Ligero de ONE en ONE Championship: Century Part 1. Sin embargo, Alvarez se retiró debido a una lesión y fue reemplazado por el Campeón reinante de Peso Ligero de ONE Christian Lee, que tomó la pelea con sólo diez días de aviso. Arslanaliev perdió la pelea por decisión unánime, marcando la primera vez que llega a la decisión de los jueces en su carrera profesional.
Arslanaliev estaba programado para enfrentar a Eddie Alvarez en ONE Infinity 2, el 26 de junio de 2020. Sin embargo, el evento fue cancelado por la Pandemia de COVID-19.
Luego de más de 2 años de inactividad, Arslanaliev enfrentó en una revancha a Timofey Nastyukhin en ONE Championship: Winter Warriors. Ganó la pelea por TKO en el tercer asalto. Ambos peleadores ganaron el recién reintroducido bono de Actuación de la Noche, además del reconocimiento de Pelea del Año 2021 de MMA por parte de ONE Championship.

## Campeonatos y logros

### Artes marciales mixtas
- ONE Championship
  - Finalista del Grand Prix de Peso Ligero de 2019 de ONE
  - Actuación de la Noche (Una vez) vs. Timofey Nastyukhin[17]
  - Pelea del Año 2021 de MMA vs. Timofey Nastyukhin[18]
  - Sumisión más rápida en la historia de ONE Championship (0:26) vs. Jietebusibai Haolan

## Récord en artes marciales mixtas
| Récord profesional | Récord profesional | Récord profesional |
| 11 peleas          | 9 victorias        | 2 derrotas         |
| ------------------ | ------------------ | ------------------ |
| Nocaut             | 7                  | 0                  |
| Sumisión           | 2                  | 0                  |
| Decisión           | 0                  | 1                  |
| Descalificación    | 0                  | 1                  |

| Resultado | Récord | Oponente            | Método                                           | Evento                               | Fecha                    | Ronda | Tiempo | Localización          | Notas                                                    |
| --------- | ------ | ------------------- | ------------------------------------------------ | ------------------------------------ | ------------------------ | ----- | ------ | --------------------- | -------------------------------------------------------- |
| Derrota   | 9–3    | Roberto Soldić      | TKO (puñetazo)                                   | ONE 171: Qatar                       | 20 de febrero de 2025    | 1     | 1:55   | Lusail, Qatar         |                                                          |
| Victoria  | 9–2    | Timofey Nastyukhin  | TKO (golpes)                                     | ONE Championship: Winter Warriors    | 3 de diciembre de 2021   | 3     | 0:49   | Kallang, Singapur     | Actuación de la Noche. Pelea del Año 2021 de MMA de ONE. |
| Derrota   | 8–2    | Christian Lee       | Decisión (unánime)                               | ONE Championship: Century Part 1     | 12 de octubre de 2019    | 3     | 5:00   | Tokio, Japón          | Por el Campeonato del Grand Prix de Peso Ligero de ONE.  |
| Victoria  | 8–0    | Amir Khan           | KO (puñetazo)                                    | ONE Championship: Enter the Dragon   | 17 de mayo de 2019       | 1     | 2:56   | Kallang, Singapur     |                                                          |
| Victoria  | 7–0    | Ev Ting             | KO (puñetazo)                                    | ONE Championship: Call to Greatness  | 22 de febrero de 2019    | 1     | 0:25   | Kallang, Singapur     |                                                          |
| Victoria  | 6–0    | Timofey Nastyukhin  | KO (golpes)                                      | ONE Championship: Conquest of Heroes | 22 de septiembre de 2018 | 1     | 1:57   | Yakarta, Indonesia    |                                                          |
| Victoria  | 5–1    | Tetsuya Yamada      | Sumisión (armbar)                                | ONE Championship: Iron Will          | 24 de marzo de 2017      | 3     | 2:51   | Bangkok, Tailandia    |                                                          |
| Derrota   | 4–1    | Georgi Stoyanov     | Descalificación (patear a un oponente derribado) | ONE Championship: Quest for Power    | 14 de enero de 2017      | 1     | 1:28   | Kallang, Singapur     |                                                          |
| Victoria  | 4–0    | Jietebusibai Haolan | Sumisión (guillotine choke)                      | ONE Championship: Titiles and Titans | 27 de agosto de 2016     | 1     | 0:26   | Yakarta, Indonesia    |                                                          |
| Victoria  | 3–0    | Jia Wen Ma          | TKO (patada a la cabeza y golpes)                | ONE Championship: Ascent to Power    | 6 de mayo de 2016        | 1     | 1:57   | Kallang, Singapur     |                                                          |
| Victoria  | 2–0    | Alfad Mishal        | TKO (suplex y golpes)                            | ONE Championship: Clash of Heroes    | 29 de enero de 2016      | 1     | 0:32   | Kuala Lumpur, Malasia | Debut en 170 libras.                                     |
| Victoria  | 1–0    | Gjore Stojanov      | TKO (golpes)                                     | European MMA League 1                | 8 de febrero de 2014     | 1     | 0:50   | Zagreb, Croacia       | Debut en peso ligero.                                    |